# Haule (Ooststellingwerf)
Haule (Stellingwerfs en Fries: De Haule) is een lintdorp in de gemeente Ooststellingwerf, in de  provincie Friesland (Nederland). Het ligt ten noorden van Oosterwolde, tussen deze plaats en Haulerwijk
Op 1 januari 2023 kende Haule 580 inwoners. Onder het dorp valt ook groot deel van de buurtschap Koudenburg en klein deel van Rolpaal.

## Geschiedenis
In 1408 werd Haule vermeld als Die Hauwele en Haaule, in 1520 als Dumbroeckster haule en in 1622 als Oosterhaule. De plaatnaam zou mogelijk verwijzen naar het Friese hafola, dat holle betekent. Het zou verwijzen naar een het feit dat het land waarop het is ontstaan iets hoger was gelegen dan de omliggende veenlanden.
In 1840 had Haule 142 inwoners.

## Omgeving
Aan beide zijden van Haule ligt een natuurgebied. Tussen Haule en Haulerwijk ligt het Blauwe Bos. Tussen Oosterwolde en Haule ligt de Haulerpolder.

## Geboren in Haule
- Albert Assies (6 maart 1917), burgemeester van Loppersum
- Bob de Vries (16 december 1984), Nederlandse schaatser
- Elma de Vries (20 maart 1983), Nederlandse schaatsster